# Josef Ludwig von Armansperg
Il conte Joseph Ludwig von Armansperg (Greco: Κόμης Ιωσήφ Λουδοβίκος Άρμανσμπεργκ; Bad Kötzting, 28 febbraio 1787 – Monaco di Baviera, 3 aprile 1853) è stato un politico tedesco, ricoprì la carica di Ministro delle Finanze e di Ministro dell'interno sotto il regno di Ludovico I di Baviera e fu successivamente nominato primo ministro della Grecia dal 1º giugno 1835 al 14 febbraio 1837.

## Biografia

### I primi anni e la carriera politica in Baviera
Von Armansperg nacque a Kötzting, in Bassa Baviera, nel 1787, figlio del conte Joseph Felix von Armansperg e di sua moglie, la baronessa Ludovica Verger von Moosdorf. Durante le guerre napoleoniche, nel 1813-1814, egli fu Commissario della Baviera per l'esercito alleato e prese parte al tavolo di governo che si occupò della reggenza delle regioni conquistate presso il Reno. Prese parte al Congresso di Vienna nel 1815 e fu uno dei ministri plenipotenziari nominati dalle truppe alleate per l'amministrazione della Francia dopo l'occupazione di questa per opera degli austro-russi. Nel 1825 venne prescelto al ruolo di Presidente della Camera dei Deputati Bavarese e divenne leader di una coalizione di moderati. Re Ludovico I di Baviera lo nominò Ministro delle Finanze e Ministro degli Esteri sotto la propria reggenza. Egli fu uno dei fondatori dello Zollverein tedesco. In opposizione ai cattolici ultramontani, perse la fiducia del sovrano e decise di ritirarsi a vita privata.

### In Grecia

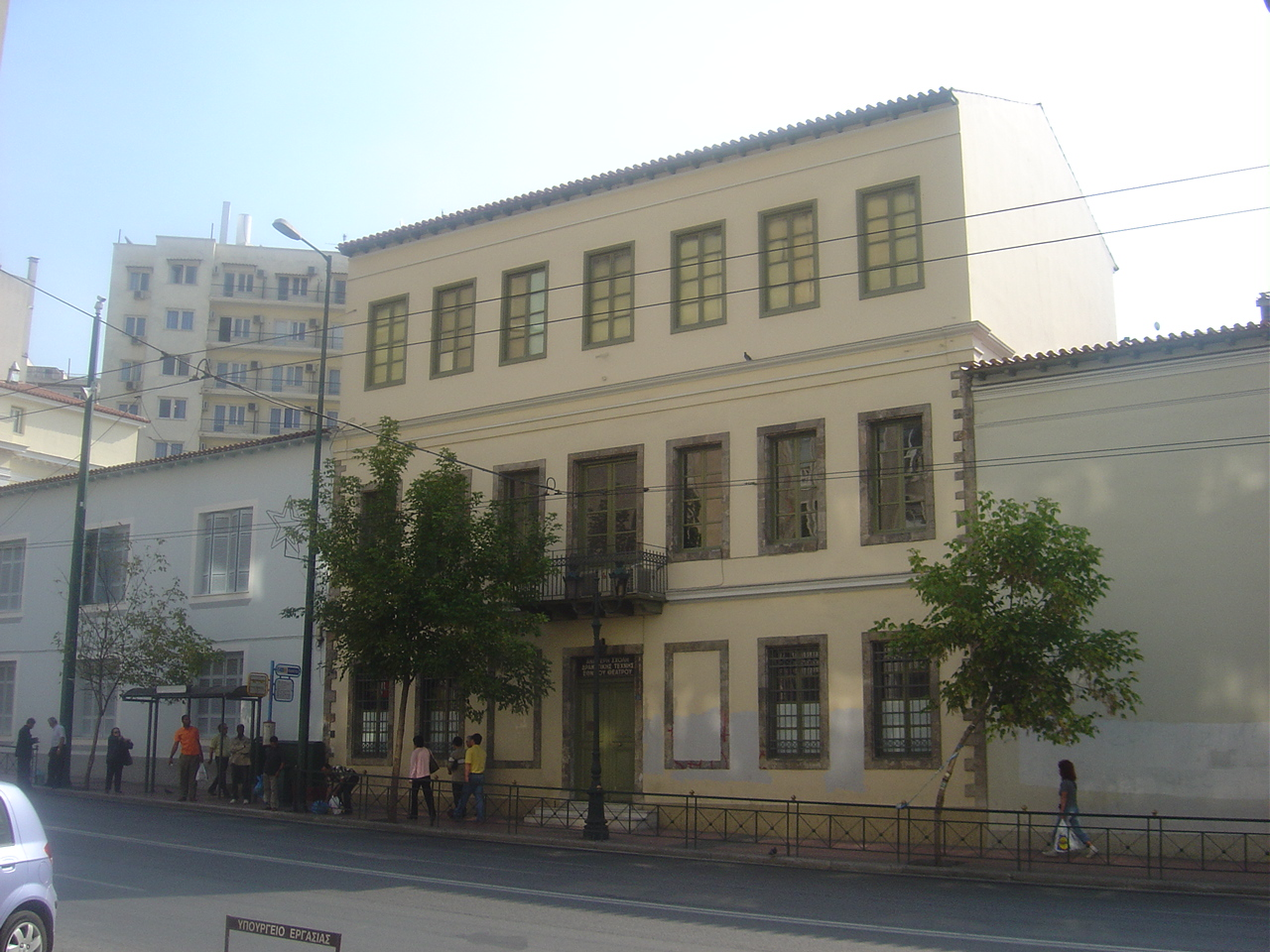
La residenza ateniese di Josef Ludwig von Armansperg durante il suo periodo come Primo Ministro del regno

Quando al figlio di Ludovico, Ottone, venne offerta la corona del Regno di Grecia da poco costituito nel 1832, il sovrano bavarese decise di ridare fiducia al fido politico von Armansperg e lo nominò presidente del Consiglio Privato del nuovo sovrano greco, nonché "primo rappresentante" (o Primo Ministro) del nuovo governo. Altri membri del consiglio di reggenza erano Karl von Abel e Georg Ludwig von Maurer coi quali spesso von Armansperg entrò in conflitto. Dopo che il re ebbe raggiunto la maggiore età nel 1835, von Armansperg venne nominato Arcisegretario (carica corrispondente a quella di Arcicancelliere). Von Armansperg divenne uno dei più noti attori indipendenti della politica greca dei suoi tempi; la sua fama cozzò presto con il carattere non facile di Ottone. La goccia che fece traboccare il vaso si ebbe quando Ottone si trovava in Baviera per il suo matrimonio con Amalia di Oldenburg e il re greco scoprì che il suo medico personale stava inviando dei dispacci al padre del sovrano su consiglio di von Armansperg, descrivendo Ottone come un dissoluto.
Nel 1837, von Armansperg venne licenziato dal suo incarico e fece ritorno alla residenza della sua famiglia, il Castello di Egg presso Deggendorf nella Bassa Baviera. Morì a Monaco di Baviera nel 1853.

## Matrimonio e figli
Nel 1816 Josef Ludwig von Armansperg sposò Therese von Weichs (6 maggio 1787 - 10 gennaio 1859), dalla quale ebbe i seguenti figli:
- Luisa (1818 - 11 settembre 1835), sposò il 26 luglio 1835 il principe Mikael Cantacuzino
- Sara Carolina Antonia Clara Sofia (12 agosto 1819-?)[1], sposò il 26 luglio 1835 il principe Demetrius Kantakuzenos
- Carolina (4 luglio 1821 - 1888), sposò nel 1756 Julius Fröbel (1805-1893), politico e scrittore
- Maria Caterina Walburga Teresa Elisabetta (5 novembre 1828 - 1850), sposò il barone Julius Bernhard von Eichthal (6 gennaio 1822 - 28 settembre 1860)[2]